# Rocas Denticuladas
Las rocas Denticuladas (según Argentina) o rocas Olivares (según Chile) es un grupo de pequeños islotes rocosos, que se encuentran en el centro de la caleta Choza, en el lado sur de la bahía Esperanza, extremo noreste de la península Antártica, Antártida. Se hallan frente a la costa de la base Esperanza del Ejército Argentino.
La Armada Argentina mantiene un radioaviso náutico y la baliza "Anterior" en uno de los islotes. También poseen restos del pilar de nivelación del primer mareógrafo instalado por Argentina.

## Toponimia
Fueron descubiertas por el grupo que acompañaba a Johan Gunnar Andersson en la Expedición Antártica Sueca, que pasó el invierno en la bahía Esperanza en 1903. En 1945 el British Antarctic Survey les dio un nombre descriptivo (Jagged Rocks), haciendo referencia a su forma dentada. La toponimia antártica de Argentina tradujo el nombre al castellano.
En Chile, el nombre hace referencia al apellido del marinero Luis Olivares, de la Armada de Chile, quien participó en los trabajos realizados en la Base Naval Capitán Arturo Prat en las Shetland del Sur, debiendo vivir ocho días en tierra, durante la expedición antártica chilena de 1949.

## Reclamaciones territoriales
Argentina incluye a las islas en el departamento Antártida Argentina dentro de la provincia de Tierra del Fuego, Antártida e Islas del Atlántico Sur; para Chile forma parte de la comuna Antártica de la provincia Antártica Chilena dentro de la Región de Magallanes y de la Antártica Chilena; y para el Reino Unido integra el Territorio Antártico Británico. Las tres reclamaciones están sujetas a las disposiciones del Tratado Antártico.
Nomenclatura de los países reclamantes:
- Argentina: rocas Denticuladas[8][9]
- Chile: rocas Olivares[7]
- Reino Unido: Jagged Rocks[6]

## Galería

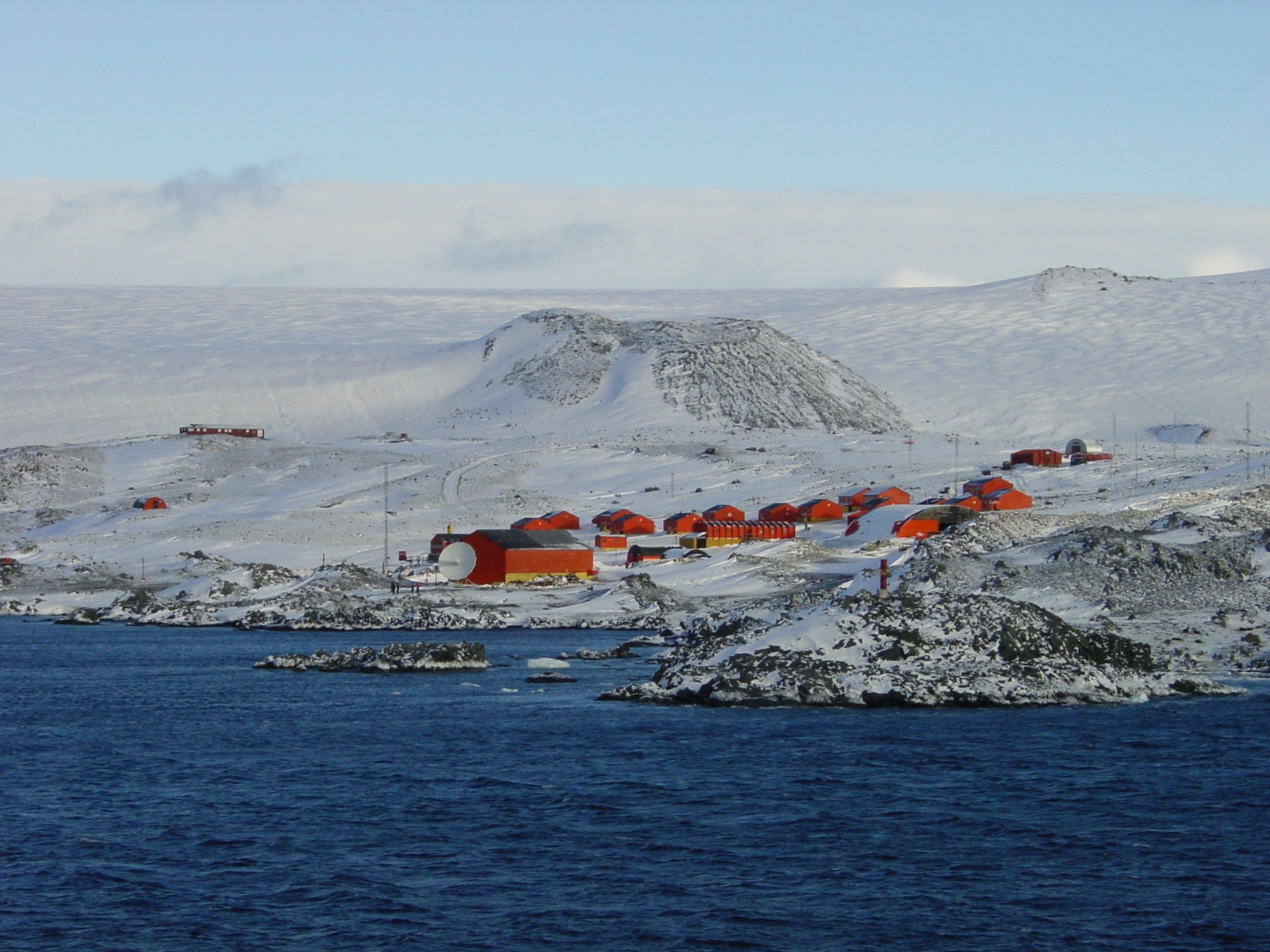
Vista de las rocas en la caleta Choza (a la izquierda de la punta Foca), junto con la Base Esperanza y la Estación R. Elichiribehety.
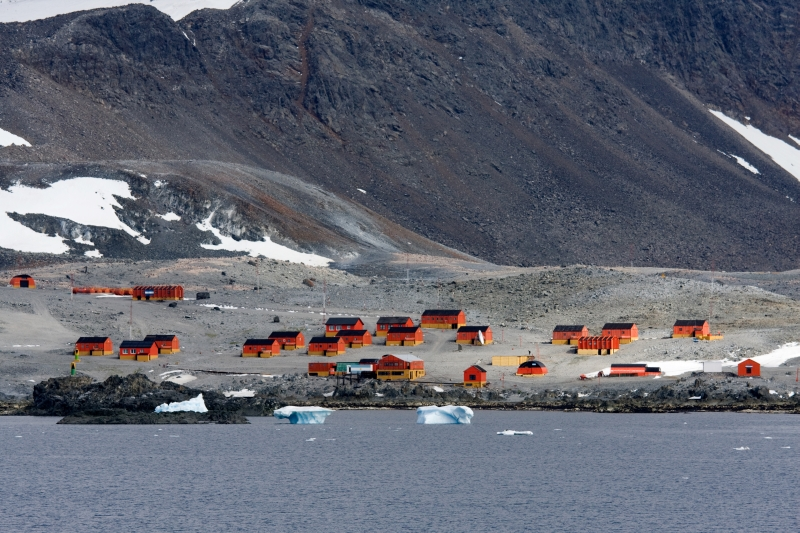
Vista de las rocas frente a la base Esperanza.
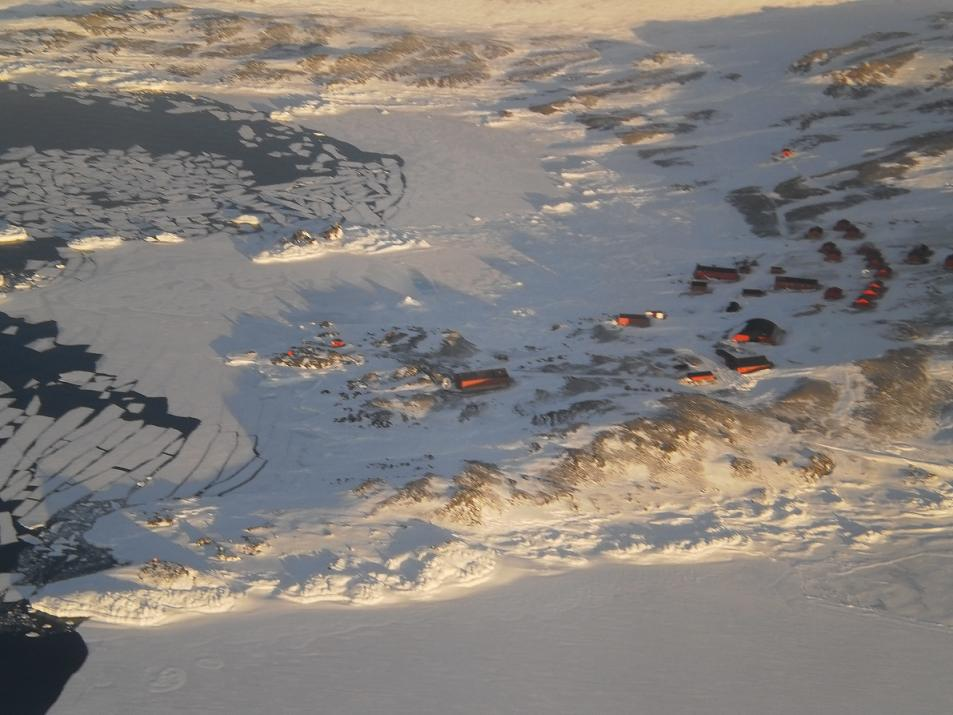
Vista aérea de la caleta Choza en septiembre de 2011. Se destacan las rocas entre las aguas congeladas.